# Maleficent – Die dunkle Fee
Maleficent – Die dunkle Fee (Originaltitel: Maleficent) ist ein US-amerikanischer Fantasyfilm aus den Walt-Disney-Studios aus dem Jahr 2014, der in Disney Digital 3-D, RealD 3D und im IMAX 3D-Format produziert wurde. In der titelgebenden Hauptrolle ist Angelina Jolie zu sehen. Für Szenenbildner Robert Stromberg stellt dieser Film das Regiedebüt dar.
Der Film basiert auf dem Märchen Die schlafende Schöne im Wald (La Belle au bois dormant), der Dornröschen-Fassung von Charles Perrault, und orientiert sich optisch und inhaltlich an dem Zeichentrickfilm Dornröschen von 1959. Maleficent erzählt die Geschichte aus der Sicht der bösen Fee, die in der deutschen Sprachfassung des animierten Disneyklassikers Malefiz genannt wurde.
Der deutsche Kinostart war am 29. Mai 2014, einen Tag vor dem US-amerikanischen Kinostart am 30. Mai 2014.

## Handlung
Zu Beginn der Handlung leitet ein Voice-over-Kommentar den Zuschauer durch die Handlungsgegend: Auf der einen Seite die Moore, wo Feen und Zauberwesen im Einklang miteinander leben, auf der anderen Seite das Menschenkönigreich, wo Zwietracht, Neid und Ständeordnung herrschen. Maleficent ist eine junge, gehörnte Fee mit körpergroßen, drachenartigen, befiederten Flügeln auf dem Rücken. Sie erfährt, dass ein Mensch die Moore betreten hat und stellt ihn zur Rede. Stefan wurde beim Stehlen eines Edelsteines ertappt, den Maleficent zurückfordert und anschließend den jungen Mann an die Grenze der Reiche bringt. Zum Abschied geben sie sich die Hand, wobei Stefans Eisenring Maleficent verbrennt. Er wirft ihn weg, damit sich ihre Hände wieder berühren können, und sie werden Freunde. An ihrem 16. Geburtstag küsst Stefan sie und sagt ihr, es sei der „Kuss der wahren Liebe.“
Doch mit dem Alter ändert sich die Gesinnung Stefans. Er strebt im Menschenkönigreich eine höhere gesellschaftliche Stellung an. Maleficent wird durch ihre Dienste zur höchsten Fee und damit zur Verteidigerin der Moore. Als der alte König Henry Krieg gegen die Moore führen will, wird er an der Grenze abgefangen und seine Truppen von den Moorwesen unter Maleficents Führung geschlagen. Daraufhin zieht sich der im Kampf verwundete König zurück und verkündet auf dem Krankenbett, dass derjenige sein Nachfolger werden solle, dem es gelingt, Maleficent zu töten. Stefan erkennt seine Chance und sucht Maleficent auf. Er lügt ihr vor, sie warnen zu wollen und betäubt sie mit einem Trank. Als er sie töten will, kann er sich nicht dazu überwinden und schneidet stattdessen ihre Flügel ab. Diese bringt er dem König und wird zum neuen König gekrönt. Maleficent bricht es fast das Herz, von Stefan verraten und ihrer Flügel beraubt worden zu sein. Sie zaubert eine riesige Dornenhecke um die Moore und bestimmt sich zur Königin des Feenreichs.
Maleficent rettet Diaval, einem Raben, der von einem Bauern erschlagen werden soll, das Leben, indem sie ihn in einen Menschen verwandelt; daraufhin schwört er ihr ewige Treue. Diaval, dessen Gestalt Maleficent nach Belieben ändern kann, soll sich in der Burg des Königs umhören. Dadurch erfährt Maleficent, dass Stefan zum König gekrönt und dass ihm eine Tochter, Aurora, geboren wurde. Mit diesem Wissen macht sich Maleficent auf, Stefan Schmerzen zu bereiten. Als bei der Taufe die drei kleinen Blumenfeen gerade beste Wünsche und Zauber aussprechen, taucht Maleficent auf und spricht einen Fluch aus. Aurora soll sich an ihrem 16. Geburtstag an einer Spindel stechen und daraufhin in einen todesähnlichen Schlaf fallen. Auf Bitten König Stefans ändert sie den Fluch dahingehend ab, dass ein Kuss der wahren Liebe ihn brechen kann. König Stefan lässt daraufhin alle Spinnräder sammeln und in seinem tiefsten Keller verbrennen. Aurora soll weit abseits von der Burg bei den Blumenfeen aufwachsen und nicht vor dem Tag nach ihrem 16. Geburtstag zurückkehren. Die Blumenfeen sind allerdings mit dem Aufziehen des Kindes überfordert, sodass Maleficent sich des Mädchens im Geheimen annimmt. Während dieser Zeit will König Stefan Maleficent mit aller Gewalt bekämpfen. Darüber vernachlässigt er seine Frau, selbst als sie sterbenskrank ist, nur um ein Gespräch mit den weggesperrten Flügeln Maleficents zu führen. Da er um das Verbrennen Maleficents durch Eisen weiß, lässt er Tag und Nacht eiserne Waffen schmieden. 
Mit 15 Jahren lernt Aurora Maleficent persönlich kennen. Sie nennt Maleficent ihre gute Fee, denn Aurora hatte immer gespürt, dass ein guter „Schatten“ sie von Kindheit an beschützte. Maleficent zeigt Aurora ihr Reich und erkennt, dass das Mädchen keine Schuld am Verhalten ihres Vaters trägt. Deshalb will sie den Fluch von Aurora nehmen. Dabei muss sie feststellen, dass sie dies aufgrund ihres eigenen Zusatzes „keine Macht auf Erden“ nicht vermag. Sie will Aurora ihren Fluch gestehen, schämt sich aber dafür und bringt es einfach nicht fertig.
Als Aurora bei Maleficent im Reich der Moore und Zauberwesen leben will, erlaubt ihr Maleficent dies. Sie will ihre „Tanten“ darüber informieren und begegnet dabei Prinz Phillip, der auf dem Weg zur Burg des Königs ist. Beide sind voneinander angetan und wollen sich später wiedertreffen. Bei ihren „Tanten“ erfährt Aurora unerwartet, dass ihr Vater nicht tot ist und Maleficent sie verflucht hat. Voller Enttäuschung flieht Aurora zur Burg ihrer Eltern. Derweil kehrt Prinz Phillip zurück, um nach Aurora zu sehen. In der Hoffnung, sein Kuss könne Aurora vor dem Fluch bewahren, versetzt Maleficent ihn in einen tiefen Schlaf und bringt ihn zur Burg.
Da Auroras Vater in den Schlachtplan gegen Maleficent vertieft ist, lässt er seine Tochter zu ihrem Schutz wegsperren. Aurora kann durch eine Geheimtür fliehen und sticht sich im tiefsten Kerker gemäß dem Fluch an einer Spindel. Maleficent spürt, dass sie zu spät kommt und bemüht sich mit Diaval, in die Burg einzudringen, die überall mit Eisenvorrichtungen versehen ist. Währenddessen werden die Feen vom König beauftragt, die in den Schlaf gefallene Aurora aufzuwecken. Philipp, der mit in die Burg genommen wurde, wird von Maleficent aufgeweckt und als die Feen seine Anwesenheit bemerken, von diesen dazu gebracht, Aurora zu küssen. Der Kuss wirkt jedoch nicht und enttäuscht verlassen die Feen mit Phillip das Zimmer. Maleficent hingegen, traurig über Auroras Zustand, gibt ihr das Versprechen, dass ihr nichts Schlimmes passieren werde. Sie verabschiedet sich von ihr mit einem Kuss auf die Stirn, der nun unerwartet als ein Kuss der wahren Liebe die Schlafende erweckt.
Als Aurora, Diaval und die dunkle Fee gehen wollen, fällt ein Eisennetz auf Maleficent. Von Stefans Männern umzingelt, scheinen sie in aussichtsloser Lage. Aurora flieht vom Kampf und entdeckt Maleficents Flügel. Sie befreit die Flügel, die daraufhin zu Maleficent fliegen und sich wieder mit ihr verbinden. König Stefan versucht ein Entkommen von Maleficent zu verhindern, aber stürzt dabei von einer Burgzinne herab in den Tod.
Aurora wird durch Maleficent im Moor und im Beisein der Zauberwesen und Prinz Phillips zur gemeinsamen Königin beider Reiche gekrönt. Maleficent hat ihren Frieden gefunden und das Reich der Moore blüht nach dem Niederreißen der Dornenhecke neu auf.
Die Erzählerin offenbart, dass sie Dornröschen sei und dies so erlebt habe, wenngleich man die Geschichte anders erzählt habe.

## Wichtige Figuren
Maleficent (Angelina Jolie) wird durch einen Verrat gezwungen, ihr Zuhause – das Reich der Moore – und alle seine Kreaturen zu verteidigen. Eine grausame Intrige bringt sie letztlich dazu, die neugeborene Tochter des Menschenkönigs, Aurora, mit einem unwiderruflichen Fluch zu belegen. Der Name Maleficent ist vergleichbar mit dem englischen Adjektiv maleficent (lateinisch maleficens, zu: maleficus = Böses tuend), das auf Deutsch übersetzt so viel wie „bösartig“ bedeutet. Durch ihre Liebe zu dem Menschenkind Aurora gelingt es Maleficent, ihre dunkle Seite zu überwinden und zu einer guten Fee zu werden.
Prinzessin Aurora (Elle Fanning) ist ein neugieriges, fröhliches Kind mit einer Liebe zur Natur. Als sie heranwächst, gerät sie zwischen die Fronten der verfeindeten Mächte: ihrer liebgewonnenen Heimat, dem Reich der Moore, und dem Königreich der Menschen, das sie eines Tages regieren soll. „Aurora“ heißt aus dem Lateinischen übersetzt „Morgenröte“.
König Stefan (Sharlto Copley) war als Kind mit Maleficent befreundet, obwohl sie im Reich der Moore lebt und er im Königreich der Menschen. Stefan treibt der Ehrgeiz, irgendwann einmal selbst König zu werden.
Diaval (Sam Riley), italienisch „diavolo“ für „Teufel“, also etwa zu übersetzen mit teuflisch, ist Maleficents treuer Gefährte, den seine Herrin in verschiedenste Gestalten verwandelt.
Die Blumenfeen werden mit der Aufgabe betraut, Aurora bis zu ihrem 16. Geburtstag aufzuziehen, um sie vor Maleficents Fluch zu schützen. Knotgrass (Imelda Staunton), englisch für „Knöterich“ spielt sich dabei gern als Anführerin des Trios auf. Flittle (Lesley Manville), englisch to flit für „huschen“, liebt die Farbe Blau und ist ständig von Schmetterlingen umschwirrt. Thistlewit (Juno Temple), übersetzbar mit Distelgeist oder auch Distelwitz, ist die jüngste der drei Feen und selbst noch verspielt wie ein Kind.

## Synchronisation
Die FFS Film- & Fernseh-Synchron in München synchronisierte den Film. Ruth Deny schrieb das Dialogbuch, Marina Köhler führte die Dialogregie.

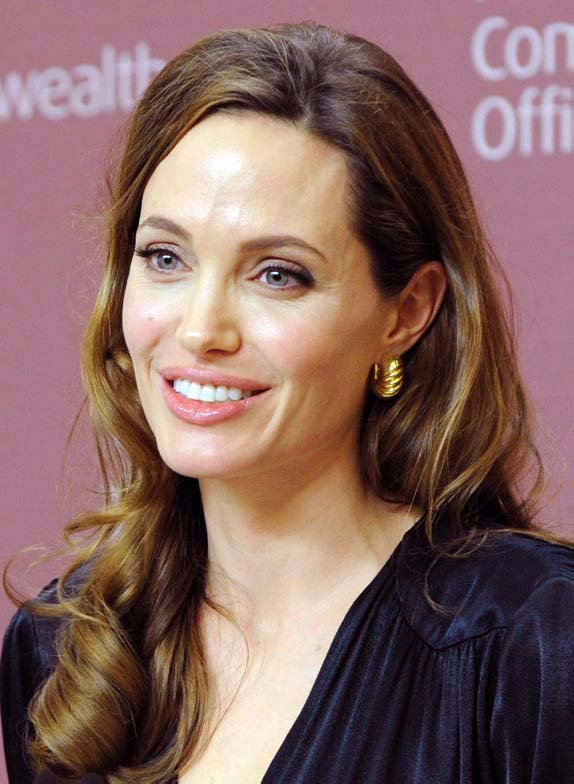
Angelina Jolie (2012)

| Rolle             | Darsteller        | Deutscher Sprecher       |
| ----------------- | ----------------- | ------------------------ |
| Maleficent        | Angelina Jolie    | Claudia Urbschat-Mingues |
| Prinzessin Aurora | Elle Fanning      | Jodie Blank              |
| König Stefan      | Sharlto Copley    | Axel Malzacher           |
| Diaval            | Sam Riley         | Timmo Niesner            |
| Prinz Philipp     | Brenton Thwaites  | Max Felder               |
| Knotgrass         | Imelda Staunton   | Marie Gruber             |
| Thistlewit        | Juno Temple       | Farina Brock             |
| Flittle           | Lesley Manville   | Christin Marquitan       |
| König Henry       | Kenneth Cranham   | Bert Franzke             |
| Königin Leila     | Hannah New        | Nicole Hannak            |
| Erzählerin        | Charlotte Chatton | Dagmar Dempe             |

## Hintergrund

### Vorproduktion
Im Mai 2009 wurden Informationen über eine Realverfilmung des Disneyklassikers von 1959 bekannt. Schon damals kam das Gerücht auf, dass Angelina Jolie die Rolle der bösen Fee übernehmen werde, aus deren Sicht die Geschichte erzählt werden soll. Im Januar 2010 kam das Gerücht auf, dass Tim Burton als Regisseur an der Produktion beteiligt sein würde. Im Mai 2011 wurde jedoch bekannt, dass Burton das Projekt verlassen hätte, um sich auf andere Arbeiten zu konzentrieren. Disney zog David Yates in Betracht, der bereits an vier Filmen der Harry-Potter-Reihe als Regisseur beteiligt war.
Linda Woolverton wurde schließlich beauftragt, gemeinsam mit Paul Dini das Drehbuch auszuarbeiten. Sie arbeitete zuvor bereits mit Burton bei Alice im Wunderland zusammen und war auch bei den Disney-Filmen Die Schöne und das Biest und Der König der Löwen beteiligt. Für Paul Dini stellt das Drehbuch die erste Drehbuchvorlage für eine Realverfilmung dar. Bald darauf bestätigte Angelina Jolie, dass sie die Hauptrolle übernehmen wird. Im Januar 2012 gab Disney schließlich bekannt, dass Szenenbildner Robert Stromberg mit Maleficent sein Regiedebüt geben wird.

### Casting
Als erster Darsteller neben Angelina Jolie wurde Sharlto Copley bekannt. Schließlich berichtete Heat Vision darüber, dass Imelda Staunton und Miranda Richardson neben Kenneth Cranham, Sam Riley und Lesley Manville als Darsteller bestätigt wurden. Staunton und Manville wurden als Flittle und Knotgrass besetzt, zwei der drei guten Feen, die auf Prinzessin Aurora aufpassen. Miranda Richardson übernahm die Rolle von Königin Ulla, die ebenfalls die Tante von Maleficent sein wird. Richardson und Peter Capaldi stellten in dem Prolog des Filmes das Königspaar dar. Die Szenen wurden früh gedreht, jedoch aus der finalen Kinofassung herausgeschnitten.
In einer Nebenrolle als junge Prinzessin Aurora ist Angelina Jolies Tochter Vivienne Jolie-Pitt zu sehen. Jolie sagte bei einer Gala zum Film in London, dass diese Besetzung eher aus der Not heraus entstanden sei, da andere Kinder in dem Alter sich vor den Hörnern und Klauen ihres Filmkostüms gefürchtet hätten und nicht in ihre Nähe gekommen wären.

### Produktion
Die Dreharbeiten mit einem Budget zwischen 130 und 200 Mio. US-Dollar begannen am 18. Juni 2012 in London und wurden danach überwiegend in der Umgebung von Buckinghamshire gedreht. Die Postproduktion begann am 5. Oktober 2012. Im Oktober 2013 wurde John Lee Hancock beauftragt, Stromberg als Assistent beim Nachdreh einiger Szenen zur Verfügung zu stehen, da man nach Testvorführungen mit der Eröffnungsszene nicht zufrieden war. Als Begründung sagte Produzent Roth in einem Interview, dass Stromberg mit jeweils einem Oscar fürs beste Szenenbild in Alice im Wunderland und Avatar – Aufbruch nach Pandora ausgezeichnet wurde, der Look des Filmes überragend sei und vor allem die letzten 75 Minuten stark seien. Man habe Hancock auch lediglich als Assistent beauftragt, nicht als Regisseur des Nachdrehs.

### Veröffentlichung
Der erste Teaser-Trailer wurde am 13. November 2013 veröffentlicht, ehe im Januar zwei weitere Teaser publiziert wurden. Dabei wurde auch erstmals der Titelsong verwendet, bei dem es sich um eine Coverversion des Liedes Once upon a Dream aus dem Zeichentrickfilm von 1959 handelt, der von Lana Del Rey neu eingesungen wurde. Das Lied war danach für kurze Zeit kostenlos bei Google Play zum Download verfügbar. Am 18. März 2014 wurde der erste Trailer in voller Länge veröffentlicht.
Der amerikanische Kinostart war am 30. Mai 2014, in Deutschland war der Film ab 28. Mai 2014 zu sehen. Die Weltpremiere fand am 7. Mai 2014 in London statt, während der Kinostart in Großbritannien ebenfalls am 28. Mai stattfand.
Da die originale US-Kinofassung nur eine Altersfreigabe ab 12 Jahren erhielt, wurde der Film in den deutschen Kinos um 40 Sekunden gekürzt, um eine Freigabe ab 6 Jahren zu erhalten. Am 2. Oktober 2014 wurde der Film in Deutschland auf DVD, Blu-ray und 3D-Blu-ray veröffentlicht. Während die Blu-ray-Fassungen ungekürzt erschienen, wurde die DVD – entsprechend der Kinofassung – gekürzt.

## Filmmusik
Zum Filmstart wurde der offizielle Filmscore mit Musik aus dem Film auf CD veröffentlicht. Der Soundtrack beinhaltet zudem das von Lana Del Rey eingesungene Musikstück Once Upon a Dream, das während des Abspanns zu hören ist.

### Titelliste (Soundtrack)
1. „Maleficent Suite“
2. „Welcome to the Moors“
3. „Maleficent Flies“
4. „Battle of the Moors“
5. „Three Peasant Women“
6. „Go Away“
7. „Aurora and the Fawn“
8. „The Christening“
9. „Prince Philip“
10. „The Spindle's Power“
11. „You Could Live Here Now“
12. „Path of Destruction“
13. „Aurora in Faerieland“
14. „The Wall Defends Itself“
15. „The Curse Won't Reverse“
16. „Are You Maleficent?“
17. „The Army Dances“
18. „Phillip's Kiss“
19. „The Iron Gauntlet“
20. „True Love's Kiss“
21. „Maleficent Is Captured“
22. „The Queen of Faerieland“
23. „Once Upon a Dream“ – Lana Del Rey

## Rezeption

### Kritiken
Auf Kino.de erhält der Film 5 von 5 und auf filmstarts.de 3,9 von 5 möglichen Sternen, auf Moviepilot erreicht er 6,9 von 10 und auf IMDb 7 von 10 möglichen Punkten. Auf Rotten Tomatoes erhielt der Film von 264 Kritikern zu 53 % eine positive Rezension. Bei den Nutzern der Plattform kommt er mit 70 % besser an.

„Hollywoods Märchenfilmwelle macht es möglich: Aus der bösen Fee im Animationsklassiker ‚Dornröschen‘ wird die Hauptfigur eines faszinierend uneinheitlichen 3D-Fantasy-Spektakels, bei dem neben dem Designteam vor allem die Schauspielerinnen Akzente setzen.“

„Aber Robert Strombergs Regiedebüt ist ein ästhetisches Meisterwerk, in dem Realschauspiel, bizarre Kulissen und Animationskunst zu einer bruchlosen, fantastischen Welt verschmelzen – und dieser Film ist packend und tief, ein klassisches Märchen modern-psychologisch weitergedacht.“

„Sehr überzeugend gelingt es Stromberg, die Grenze zwischen Real- und Animationsfilm im Grunde aufzuheben, extrem artifizielle und zugleich wunderschöne Bilder zu erfinden – und dabei nicht zu vergessen, dass immer noch Emotionen die Basis für jedes gute Märchen sind. Das Ergebnis hat das Zeug zu einem Disney-Klassiker für die nächsten 55 Jahre“

### Einspielergebnis
Dem Budget von rund 180 Millionen US-Dollar stehen weltweite Einnahmen von 758 Millionen US-Dollar gegenüber, von denen der Film allein 241 Millionen im nordamerikanischen Raum einspielen konnte.
Der Film ist auf Platz 123 (Stand: 31. Dezember 2024) der weltweit erfolgreichsten Filme aller Zeiten.

## Auszeichnungen (Auswahl)
Anna B. Sheppard war 2015 in der Kategorie Bestes Kostümdesign für den Oscar nominiert. Zudem erhielt sie eine Nominierung für den Critics’ Choice Movie Award, Satellite Award und Saturn Award.

## Fortsetzung
Bereits mit der Veröffentlichung des Films wurde eine Fortsetzung früh in Aussicht gestellt. Im Juni 2015 kündigte Disney schließlich offiziell eine Fortsetzung an, für die erneut Linda Woolverton das Drehbuch verfasste. Die Dreharbeiten begannen schließlich am 29. Mai 2018 unter der Regie von Joachim Rønning und wurden am 24. August 2018 abgeschlossen.
Der deutsche Kinostart von Maleficent: Mächte der Finsternis (Originaltitel: Maleficent: Mistress of Evil) erfolgte am 17. Oktober 2019. Ein Trailer zur Fortsetzung wurde bereits Mitte Mai 2019 veröffentlicht.